# 不完全燃焼 (バンド)
不完全燃焼（英語: Fukanzennensyou）は、日本の男女6人組ロックバンド。2024年6月~オリジナル活動。同年9月、6人体制で活動開始。

## 概要
島根県松江市発、"永遠と続く熱い音楽を"
松江や大人になりきれない自分をテーマに演奏してきた。
1人の高校生を含めメンバー全員が10代の6ピースロックバンド
2023年9月  高校の軽音同好会で出会いコピーバンドとしてライブに出る際、現体制の「不完全燃焼」が誕生した。
2024年7月からオリジナルメインで活動中。

## メンバー
| 名前     | パート           | 出身地 |
| -------- | ---------------- | ------ |
| smi      | ボーカル         | 島根県 |
| 神谷大星 | リードギター     | 島根県 |
| ユウセイ | バッキングギター | 島根県 |
| SAKUYA   | ベース           | 島根県 |
| 吉野颯   | キーボード       | 島根県 |
| ひまわり | ドラム           | 島根県 |

## 略歴

### 2023年 - ：現在まで
- 2023年
  - 9月-高校の軽音楽同好会から不完全燃焼として誕生。(当時の活動はコピーバンドが中心。)

- 2024年
  - 6月23日-smi(ボーカル)、tai(リードギター)、moto(バッキングギター)、SAKUYA(ベース)で全国高校生アマチュアバンド選手権 TEENS ROCK IN YONAGO 中国地区大会に出場し審査員特別賞を受賞。[3]
  - その後、sou(キーボード)とhima(ドラム)が加入し、現在の体制に。
  - 12月8日-第47回「NLA・ナキワラ!2024」全国ライブに出演。[4]。

- 2025年
  - 3月9日-1stシングル『サマートーン』をデジタルリリース。
  - 3月22日-2ndシングル『歌えるくせに』をデジタルリリース。
  - 6月14日-マイナビ閃光ライオット2025 3次審査に出場。[5]。

## ディスコグラフィ

### シングル
|     | 配信日        | タイトル     | 規格                   |
| --- | ------------- | ------------ | ---------------------- |
| 1st | 2025年3月9日  | サマートーン | デジタル・ダウンロード |
| 2nd | 2025年3月22日 | 歌えるくせに | デジタル・ダウンロード |

## ラジオ
- CBCラジオ「ナキワラ！2024全国ライブ後日談」音楽部門代表としてSAKUYAが出演。2025年1月19日、26日、2月2日に放送。

- エフエム山陰「V-airあまばん」にsmi、tai、souが出演。2025年4月2日に放送。